# هودینی (ترانه امینم)
«هودینی» (به انگلیسی: Houdini) ترانه‌ای از امینم خواننده رپ آمریکایی است. این ترانه در ۳۱ مه ۲۰۲۴ به عنوان تک‌آهنگ آغازین دوازدهمین جٌنگ استودیویی‌اش مرگ اسلیم شیدی (تیر خلاص) منتشر شد. این ترانه از «آبراکادابرا» از گروه استیو میلر نمونه برداری کرده است. «هودینی» در استرالیا، ایسلند، نروژ، سوئیس و بریتانیا در صدر جداول فروش جای گرفت و در فنلاند، آلمان، ایرلند، هلند، نیوزلند و سوئد به جمع ده ترانه برتر نمودارهای فروش راه یافت. همچنین این آهنگ در سایت Genius توانست به مدت چهار هفته عنوان بهترین آهنگ هفته را به نام خود ثبت کند . این آهنگ موفق به کسب گواهی نقره از کشور انگلستان شد .